# Petersberg (Turingia)
Petersberg è un comune di 287 abitanti della Turingia, in Germania.
Appartiene al circondario della Saale-Holzland (targa SHK) ed è amministrato dal comune amministratore (Erfüllende Gemeinde) di Eisenberg.